# Мавританско-малийские отношения
Мавританско-малийские отношения — двусторонние дипломатические отношения между Мавританией и Мали. Протяжённость государственной границы между странами составляет 2236 км.

## История
В 1963 году Мавритания подписала пограничное соглашение с Мали, что разрешило территориальный спор между странами, с тех пор отношения не испытывают серьёзных проблем. Мали и Мавритания сотрудничают по нескольким проектам развития: Организации по развитию реки Сенегал, а также в развитии дорожного сообщения между Нуакшотом и Бамако. Благодаря развитию отношений с Мавританией, у Мали снизилась зависимость от соседних Сенегала и Кот-д’Ивуара. Несмотря на развитие отношений с Мали, с 1965 года внешняя политика Мавритании была ориентирована на сотрудничество со странами Северной Африки.
В 2010 году Мавритания и Франция направили свои вооружённые силы на территорию Мали для того, чтобы освободить французского заложника из плена Аль-Каиды в странах исламского Магриба. Военная операция окончилась провалом: погибло 7 членов Аль-Каиды, 2 мавританских солдата, а заложник был казнен. В СМИ встречалась резкая критика этой военной операции как «необъявленной войны» против Мали.
В 2019 году на территории Мавритании проживало 56 591 беженцев из Мали, что стало следствием непрекращающегося вооружённого конфликта в этой стране. В 2019 году в Мали проживало 15 319 беженцев из Мавритании.

## Дипломатические представительства
- Мавритания имеет посольство в Бамако[6].
- Мали содержит посольство в Нуакшоте[7].